# Sunčeva uzgonska elektrana
Sunčeva uzgonska elektrana ili sunčev turbinski toranj ne koriste zrcala, nego veliku ostakljenu površinu (samo odozgo), ispod koje se zagrijava zrak, u čijem je središtu toranj. Zbog nagiba te staklene površine, zrak ide prema tornju gdje se okreću turbine. Sam sustav zahtijeva izrazito velike dimenzije, te stupanj iskorištenja Sunčeve energije u toplinsku nije naročito dobar, no to je kompenzirano niskim investicijskim troškovima. Prototip srednje veličine je bio izgrađen u Španjolskoj 1982. gdje su se skupljali podaci sljedećih 7 godina, sve do namjernog rušenja tornja zbog problema s vrtloženjima.
Sunčeva uzgonska elektrana je sunčeva toplinska elektrana koja koristi obnovljivu energiju. Ustvari, ona istovremeno koristi efekt dimnjaka, efekt staklenika i vjetroelektranu. Mehanizam u biti radi na vrlo jednostavnom konceptu: zahvaljujući kolektorima, Sunce zagrijava zrak u svojevrsnom "stakleniku" ispod tornja, te voda doseže temperaturu od 70 °C naviše. Zagrijani zrak koji se za vrijeme tog procesa stvara teče prema tornju kao svojevrsni vrući mlaz koji potom može pogoniti turbine, koje zatim proizvode električnu energiju.

## Povijest
1903., Isidoro Cabanyes, pukovnik u španjolskoj vojsci, je predložio ideju sunčeve uzgonske elektrane u časopisu La energía eléctrica. Slijeći opis rada sunčeve uzgonske elektrane potječe iz 1931., od njemačkog autora Hannsa Günthera. Od 1975. do danas prijavljeno je više patenata na tu temu u SAD-u, Kanadi, Izraelu, Australiji i Hrvatskoj.

### Prvi prototip u Španjolskoj
Prvi prototip srednje veličine je bio izgrađen u Španjolskoj 1982., u mjestu Manzanares, Ciudad Real, 150 km južno od Madrida, gdje su se skupljali podaci sljedećih 7 godina, sve do namjernog rušenja tornja zbog problema s vrtloženjima. Zatezna čelična užad, koja je držala dimnjak u položaju, nisu bila zaštićena od korozije, pa su zbog tog razloga i pukla (lom materijala), što je i dovelo do rušenja dimnjaka. Nakon toga ispitivanja nisu nastavljena.
Dimnjak je bio sagrađen od čeličnog lima debljine samo 1,25 mm. Visina dimnjaka je bila 195 metara i promjera oko 10 metara, dok je staklenik zauzimao površinu od 46 000 m2 (promjer 244 m) i maksimalna snaga je bila 50 kW.

### Sunčeva uzgonska elektrana Jinshawan (Kina)
U prosincu 2010. počela je s radom sunčeva uzgonska elektrana Jinshawan (Unutarnja Mongolija, Kina), s instaliranom snagom od 200 kW. Gradnja je započela u maju 2009., a cijena je bila oko 208 milijuna američkih dolara. Staklenik pokriva površinu od 277 hektara. U planu je da se kapacitet elektrane poveća na 27,5 MW do 2013.

## Sunčeva uzgonska elektrana Solar Tower (SAD)
Korištenjem najnovijih tehnologija izgradit će se 1 000 metara visok i 130 metara širok valjkasti toranj, koji bi grijanjem zraka trebao pogoniti 200 MW-tne turbine. U Arizoni bi trebao biti razvijen prva velika sunčeva uzgonska elektrana, a čiju je izgradnju predložila australska kompanija EnviroMission.
Solar Tower predstavlja potpuno novi pristup sunčevoj energiji. Sastoji se od visokog valjkastog tornja koji je izgrađen usred velikih površina prekrivenih sunčevim kolektorima. Mehanizam u biti radi na vrlo jednostavnom konceptu: zahvaljujući kolektorima, Sunce zagrijava zrak u svojevrsnom "stakleniku" ispod tornja, te voda doseže temperaturu od 70°C naviše. Zagrijani zrak koji se za vrijeme tog procesa stvara teče prema tornju kao svojevrsni vrući mlaz koji potom može pogoniti trideset i dvije 6,5 MW turbine.
Objekt ima ukupni kapacitet koji prelazi 200 MW, te prema dizajneru cijelog projekta, ima 50%-tni faktor kapaciteta (što znači da je postrojenje u mogućnosti raditi punim kapacitetom 12 sati na dan, čak i za oblačnog vremena). Još jedna prednost sunčeve uzgonske elektrane je ta da ne koristi vodu, što je od posebnog značaja, jer su najbolja mjesta za izgradnju ovakvih postrojenja upravo pustinjska područja, što zbog veće insolacije, što zbog većih zemljišta na raspolaganju za izgradnju kolektora (koji pokrivaju kružna područja od preko 9 km2). Nadalje, ako je potrebno u ovim područjima moguće je izgraditi nekoliko susjednih postrojenja s ciljem povećanja kapaciteta.
Sunčeva uzgonska elektrana Solar Tower bi trebala imati toranj usred pustinje, visok 800 metara. Promjer staklenika oko tornja bit će gotovo 3,5 kilometara. Trebala bi se sagraditi 200 kilometara zapadno od grada Phoenixa, te u svom punom kapacitetu proizvoditi milijun megavatsati energije, što je dovoljno za ospkrbu 150 000 kućanstava. Tvrtka je trenutno u pregovorima oko zakupnje zemlje od države, a već je dogovorila i 30-godišnji otkup struje s najvećom kalifornijskom tvrtkom za proizvodnju električne energije. Ako bi ovaj projekt postao stvarnost, stvorio bi radna mjesta za 1 500 ljudi, od građevinaraca do inženjera potrebnih da naprave ovakvo postrojenje, a procijenjena cijena projekta kreće se oko 700 milijuna američkih dolara.